# Viller Manfredini
Viller Manfredini (Massa Fiscaglia, 15 febbraio 1947) è un politico italiano.

## Biografia
Operaio, viene eletto alla Camera dei deputati nelle file del PCI nel 1979.
Viene poi ricandidato alla Camera nel 1983 senza essere eletto, subentra però a Montecitorio il 27 febbraio 1986 (dopo le dimissioni di Ugo Spagnoli, eletto alla Corte Costituzionale) e rimane in carica per il resto della IX Legislatura. Nel 1985 era anche stato eletto consigliere regionale in Piemonte e consigliere comunale (e poi assessore) a Nichelino, cariche che mantiene fino al 1990.
Ricandidato alla Camera nel 1987, manca nuovamente l'elezione, subentra però il 21 settembre 1990 dopo la morte di Gian Carlo Pajetta. In seguito alla svolta della Bolognina, aderisce al Partito Democratico della Sinistra. Termina definitivamente il mandato parlamentare nel 1992.
Dal 2002 al 2012 è stato consigliere comunale a Fenestrelle.